# Кафуу Нагай
Нагай Сокиши (на японски: 永 井 壮 吉 Nagai Sōkichi) е японски преводач, драматург и писател на произведения в жанра драма. Пише под псевдонима Кафуу Нагай (на японски: 永井 荷風 Nagai Kafū).

## Биография и творчество
Нагай Сокиши е роден на 3 декември 1879 г., в Токио, Япония. Има трима братя и сестра. Баща му е учен, бизнесмен и поет. В периода 1891-1894 г. посещава частна англоезична школа в район Канда на Токио. През 1894 г. се разболява от кожна туберкулоза и прекарва няколко месеца през 1895 г. в болница в Одавара. През 1896 г. започва да изучава китайска поезия и да свири на флейта шакухачи. През февруари 1897 г. прави първото си от много посещения в квартала на червените фенери Йошивара. Същата година завършва средното училище. Лятото, с майка си и по-малките си братя, посещава Шанхай, където баща му работи за корабоплавателната компания „Nippon Yusen“. През есента започва да учи в школата към отдела за китайски език на Висшето търговско училище.
През 1898 г. започва да пише разкази и учи заедно с писателя Хироцу Рюро. През 1899 г. пише и изпълнява ракуго (японски представления във вид на солов разказ), и напуска чуждоезиковата школа. От 1900 г. започва да публикува свои разкази.
В периода 1901-1902 г. работи като репортер на вестник „Ямато Шимбун“ и започва да учи френски. През 1903 г. заминава за САЩ – остава известно време в Такома, посещава експозицията в Сейнт Луис през 1904 г., записва се и учи в колежа „Каламозу“ в Мичиган. През 1905 г. отива в Ню Йорк и със съдействието на баща си започва работа в японското посолство, а след това в японската банка „Йокохама Шинкин“. През 1906 г. пътува до клоновете в Лион, Париж и Лондон.
През 1907 г. се завръща в Токио. Впечатленията си от живота в Америка представя в книгата „あめりか物語 Amerika Monogatari“ (Приказки за Америка) публикувана през 1908 г. Впечатленията си от Франция представя в книгата „ふらんす物語 Furansu Monogatari“ (Френски истории) от 1909 г.
В периода 1908–1911 г. публикува много разкази и някои пиеси. Преподава в Университета „Кейо“ в Токио. През 1911 г. е издадена новелата му „Реката Сумида“, изящна елегия за изчезващото романтично минало на Токио.
През 1912 г. се жени, следващата година се развежда, а през 1914 г. отново се жени, и следващата година отново се развежда. Живее голяма част от времето си в квартала на гейшите.
През 1913 г. издава сборник с преводна поезия. В следващите години пише множество творби. Те изобразяват живота в Токио в началото на 20 век, особено сред гейшите, проститутките, кабаретните танцьори и други обитатели на оживените развлекателни квартали на града.
По време на Втората световна война и след нея продължава да пише в собствения си стил и за нещата от живота, които обича, без да се съобразява с изискванията на цензурата. В резултат на въздушните нападения домът му е опожарен.
Нагай Сокиши умира стомашна язва на 30 април 1959 г. в Ичикава, Чиба. Погребан е в гробището „Джошигая“ в Токио.

## Произведения
частична библиография
- 地獄の花 Jigoku no hana (1902)
- 夢の女 Yume no on'na (1903)
- あめりか物語 Amerika Monogatari (1908)
- ふらんす物語 Furansu Monogatari (1909)
- すみた川Sumidagawa (1911)
”Реката Сумида“ в „Японски разкази“, изд.: „Народна култура“, София (1973), прев. Евгения Паничерска-Камова
- 腕くらべ Ude Kurabe (1916-1917)
- 濹東綺譚 Bokutō Kidan (1937)
- 断腸亭日乗 Danchōtei Nichijō (1917-1959)

### Екранизации
- 1955 Wataridori itsu kaeru
- 1957 Odoriko
- 1960 Bokutô kitan
- 1962 Ratai
- 1966 Yojôhan monogatari: Shôfu Shino – сюжет
- 1973 Yojôhan fusuma no urabari
- 1992 „История от Бокуто“
- 1993 Yume no onna
- 2010 Shinshaku: Yojôhan fusuma no shitabari
- 2012 Bungô: Sasayaka na yokubô